# Inseln im Großen Plöner See und Halbinsel Störland
Inseln im Großen Plöner See und Halbinsel Störland ist ein Naturschutzgebiet in der schleswig-holsteinischen Stadt Plön und der Gemeinde Nehmten im Kreis Plön.
Das rund 261 Hektar große Naturschutzgebiet ist unter der Nummer 103 in das Verzeichnis der Naturschutzgebiete des Ministeriums für Energiewende, Landwirtschaft, Umwelt und ländliche Räume eingetragen. Es wurde 1992 ausgewiesen (Datum der Verordnung: 25. November 1992). Zuständige untere Naturschutzbehörde ist der Kreis Plön. Das Naturschutzgebiet ist Bestandteil des FFH-Gebietes „Seen des mittleren Schwentinesystems und Umgebung“ sowie des EU-Vogelschutzgebietes „Großer Plöner See-Gebiet“. Nach Süden und Westen grenzt es an das Landschaftsschutzgebiet „Nehmtener Forst und Nehmtener Ufer des Großen Plöner Sees“. Das Naturschutzgebiet wird vom Landesverband Schleswig-Holstein des Naturschutzbundes Deutschland betreut.
Das Naturschutzgebiet liegt südwestlich von Plön im Naturpark Holsteinische Schweiz. Es stellt die zentrale Flachwasserzone des Großen Plöner Sees mit den Inseln Alswarder, Konau, Ziegen Warder, Sack, Triebs, Langes Warder und Rotten Warder sowie die Halbinsel Störland und den Seebrook unter Schutz. Es stellt ein wichtiges Brut- und Rastgebiet für verschiedene Wasservögel dar.
Auf den Inseln des Naturschutzgebietes wachsen naturnahe Gehölzbestände. Sie werden von verschiedenen Enten und Gänsen als Brutplätze genutzt und bieten mit ihren Baumhöhlen auch Schellente und Gänsesäger geeignete Brutplätze. Auch der Seeadler brütet hier. Röhrichtzonen bieten Rohrweihe und Rohrsängern einen geeigneten Lebensraum. Die Bestände der Röhrichtbewohner nehmen jedoch aufgrund des seit Jahren anhaltenden Schilfrückgangs ab. Die Flachwasserzonen des Naturschutzgebietes und die Inseln werden auch von großen Scharen an Enten, Gänsen und Tauchern während der Mauser aufgesucht. Während des Vogelzuges ist das Gebiet ein wichtiges Rast- und Überwinterungsgebiet. So finden sich hier u. a. Reiher- und Schellente, Haubentaucher, Graugans, Zwergmöwe und Blässhuhn in großer Zahl ein.
Die im Süden des Naturschutzgebietes liegende Halbinsel Störland sowie der Seebrook werden von durch Hecken gegliederte Feuchtgrünlandflächen mit Binsensümpfen geprägt. Die Grünlandflächen werden mit Galloways extensiv beweidet. Hier sind u. a. Neuntöter und Nachtigall heimisch und es sind Pflanzen wie Nickende Distel, Körnchensteinbrech, Huflattich und Heidenelke zu finden. Durch die Einstellung der Entwässerung der Wiesen wurden natürliche Senken wiedervernässt. Die Uferbereiche zum Großen Plöner See werden von Erlenbruchwäldern eingenommen.
Am südlichen Rand des Naturschutzgebietes verläuft streckenweise ein Redder, von dem aus Teile des Naturschutzgebietes eingesehen werden können. Nach Süden schließen sich ebenfalls durch Hecken gegliederte, landwirtschaftliche Nutzflächen an das Naturschutzgebiet an.